# Kunnandarkoil

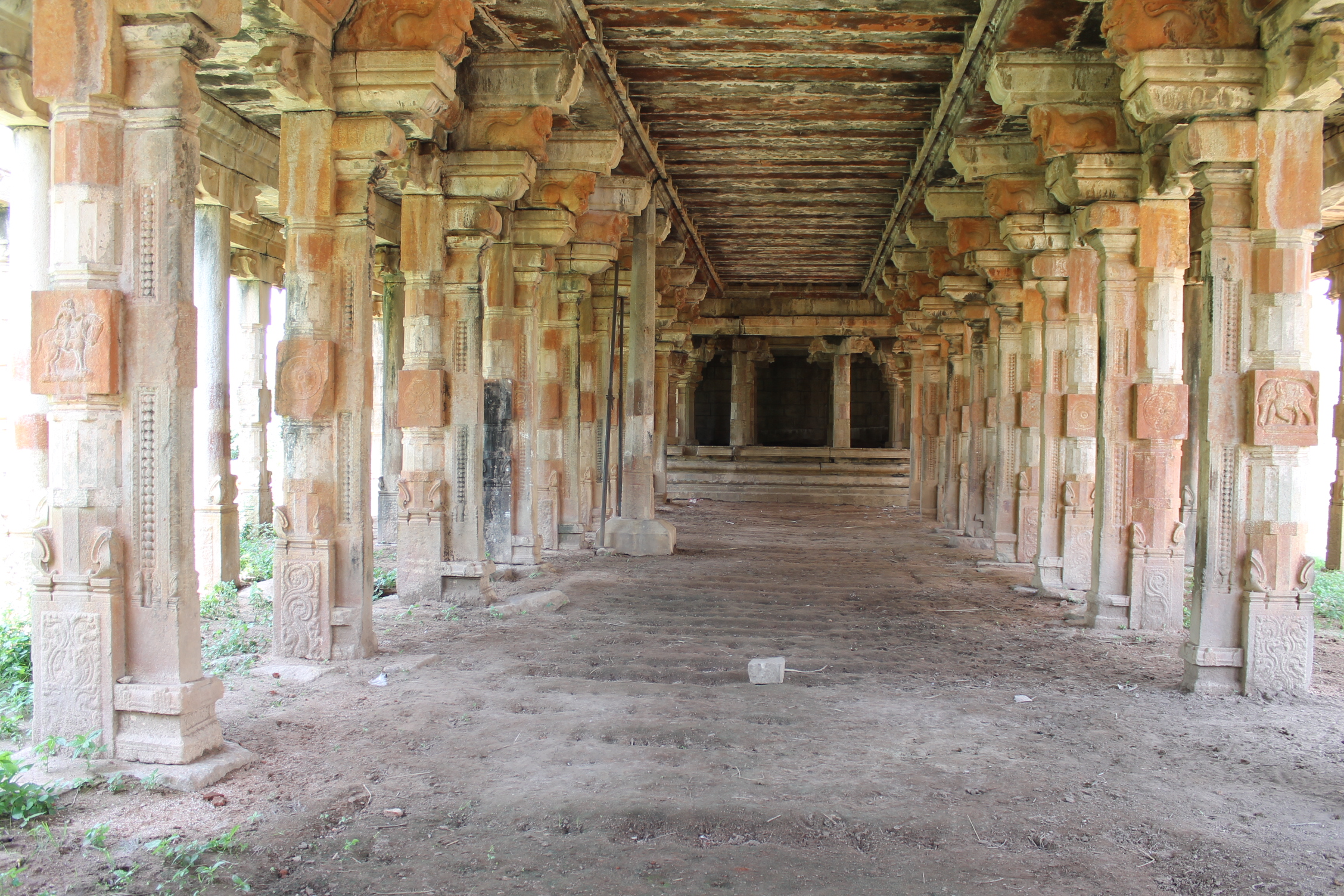
Große Vorhalle (mahamandapa)

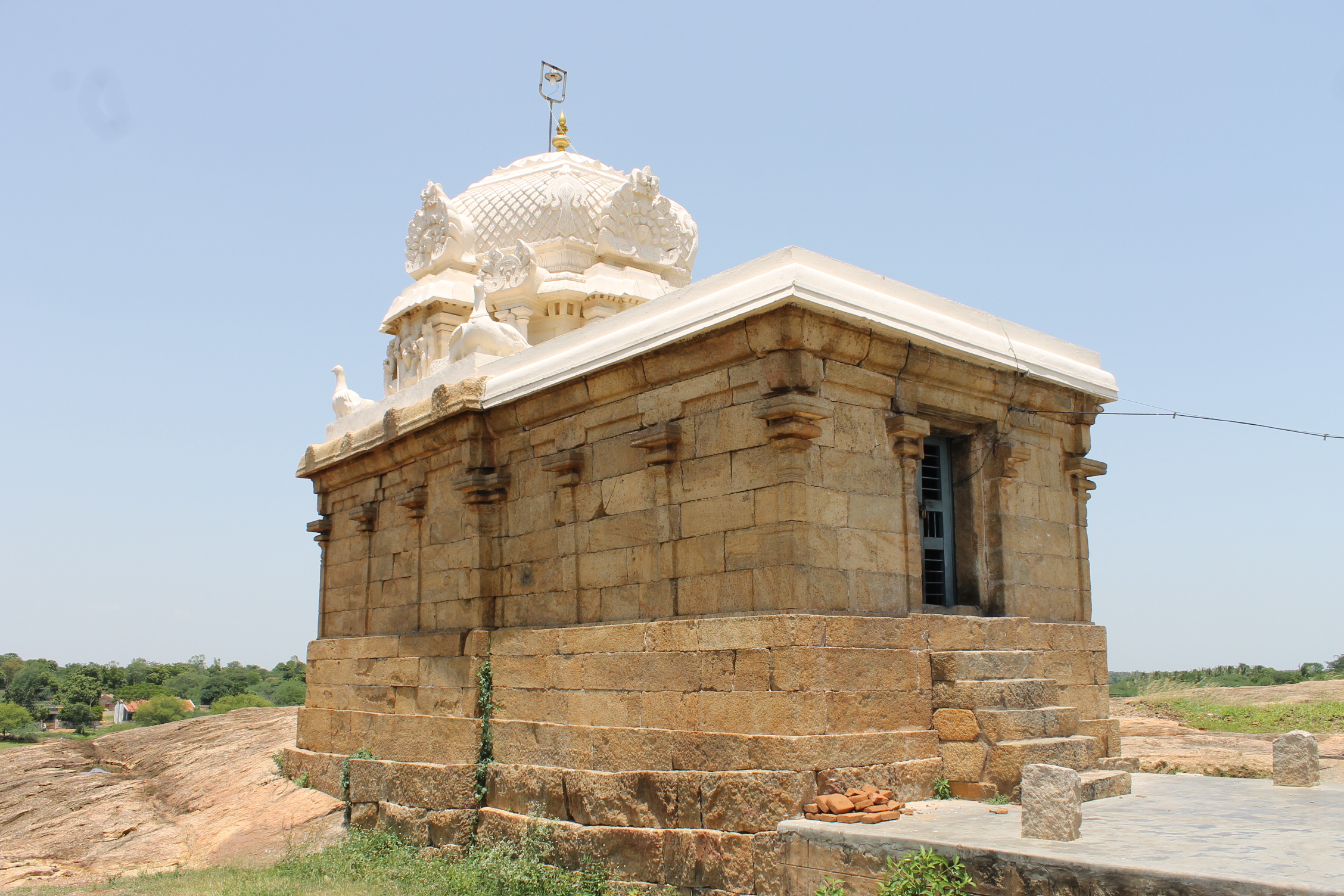
Freibautempel aus der Chola-Zeit

Kunnandarkoil oder Kunnandarkovil ist ein Dorf mit rund 650 Einwohnern im südindischen Bundesstaat Tamil Nadu. Am Ortsrand befindet sich ein frühmittelalterlicher Höhlentempel aus der Pallava-Zeit, dem in späterer Zeit mehrere Bauten hinzugefügt wurden.

## Lage
Kunnandarkoil befindet sich ca. 34 km (Fahrtstrecke) nördlich der Distriktshauptstadt Pudukkottai bzw. ca. 40 km südöstlich von Tiruchirappalli in einer Höhe von ca. 105 m ü. d. M. Das Klima ist warm bis heiß; Regen fällt hauptsächlich während der Monsunmonate Juli bis Dezember.

## Bevölkerung
Der weitaus größte Teil der nahezu ausschließlich Tamil sprechenden Einwohner des Ortes sind Hindus; andere Religionen spielen in den ländlichen Regionen Indiens kaum eine Rolle. Der weibliche Bevölkerungsanteil ist ca. 10 % höher als der männliche.

## Wirtschaft
Die Feldwirtschaft und in geringem Umfang auch die Viehzucht (Kühe, Hühner) bilden die Lebensgrundlage der Bevölkerung. Im Ort selbst leben auch Kleinhändler, Handwerker und Tagelöhner.

## Geschichte
Wie weit die Geschichte des Ortes zurückreicht ist trotz zahlreicher Inschriften unklar; im 8. Jahrhundert, d. h. zur Entstehungszeit des Höhlentempels, lag er im Grenzgebiet zwischen dem Pallava-Reich im Norden und dem Pandya-Reich im Süden. Unter der Herrschaft der Chola, also vom 9. bis zum 12. Jahrhundert, entstanden weitere Bauten; aus der Vijayanagar-Zeit (Mitte 14. bis 16. Jahrhundert) stammen einige Kleintempel.

## Sehenswürdigkeiten
- Der dem Hindu-Gott Shiva geweihte Höhlentempel befindet sich an einem ca. 10 bis 15 m hohen Granitfelsen am Ortsrand und entspricht dem dreiportaligen Schema der frühen Pallava-Architektur mit ihren oben und unten blockhaften, im Mittelteil aber oktogonalen Stützpfeilern. Er hat zwei kleine quergelagerte Vorhallen (mandapas), deren Seiten durch Figurenreliefs geschmückt sind. Die von zwei annähernd lebensgroßen seitlichen Wächterfiguren (dvarapalas) bewachte Cella (garbhagriha) ist erhöht; in ihr befindet sich ein Lingam aus dunklem Granit.
- Dem Felstempel vorgelagert ist eine flachgedeckte große Vorhalle mit annähernd 90 dekorativ gearbeiteten Stützen, deren Architekturstil eventuell noch aus der Chola-Zeit oder aber aus der frühen Vijayanagar-Epoche stammt. Sie ruht scheinbar auf einem von Pferden gezogenen Tempelwagen (ratha), dessen Sockelzone im Bereich des Treppenaufgangs mit 8 zwergenhaften, dickbäuchigen Figuren (ganas) geschmückt ist.
- Auf dem Granitfelsen erhebt sich auf einem ca. 1 m hohen Sockelunterbau ein dem Gott Skanda, Shivas Sohn, (auch Murugan oder Subrahmanya genannt) geweihter Freibautempel der Chola-Zeit mit kleiner geschlossener Vorhalle und nur wenig gegliederten Außenwänden. In den Dachecken der nur geringfügig größeren Cella finden sich vier Pfauen, die Tragtiere Skandas. Der Turmaufbau entspricht nicht dem abgestuft-pyramidalen Schema der Chola-Architektur, sondern eher einem Scheingebäude mit abschließender „Kuppelhaube“.